# Goose! Un'oca in fuga
Goose! Un'oca in fuga (Goose on the Loose) è un film del 2004 diretto da Nicholas Kendall.
Il film è stato distribuito il 9 febbraio 2006 in Italia.

## Trama
Willow Springs. Will Donnelly perde sua madre investita da un ubriaco e non riesce a parlare. Grazie a Randall, un'oca riesce a parlare e Will gli promette di salvarlo dalle grinfie del preside della sua scuola, Congreve Maddox che decide di cucinarlo per un ambito premio culinario. Insieme a sua sorella Emily escogita il piano di rapire la madre di Maddox, Beatrice in cambio di Randall. Maddox rifiuta e Will decide di affrontarlo a Banff insieme a suo padre, Kenneth e la sua insegnante, Donna Archer e la madre di Maddox. Il film si conclude con il matrimonio di suo padre e la sua insegnante mentre Maddox apre un ristorante con la sua segretaria, Hazel McQuaig.